# Luca Bucci
Luca Bucci (Bolonha, 13 de março de 1969) é um ex-futebolista italiano que atuava como goleiro.

## Carreira
Iniciou a carreira profissional em 1986, pelo Parma, clube que defenderia em 4 oportunidades. Entre 1986 e 1988, foi emprestado a Pro Patria e Rimini para ganhar experiência, tendo atuado em 1 partida por cada equipe.
Voltaria ao Parma em 1989, disputando apenas 4 jogos até 1990. Foi com a Casertana, então na série C1 (atual Lega Pro) que o goleiro engatou uma sequência de jogos: em 2 temporadas com os Rossoblù, foram 67 partidas disputadas. Ainda disputou uma temporada com a Reggiana antes de voltar ao Parma em 1993, quando perdeu a titularidade para o brasileiro Taffarel. Nos Granata, o goleiro conquistou seu primeiro título por clubes: a Série B de 1992-93.
A terceira passagem de Bucci no Parma foi mais bem-sucedida que as anteriores, culminando com as conquistas da Copa da UEFA de 1994-95 e da Supercopa Europeia de 1993. Após ser desbancado pelo jovem Gianluigi Buffon na temporada 1996-97, o goleiro foi novamente emprestado, desta vez ao Perugia, onde jogou 17 partidas. Também em 1997, assinou com o Torino, onde realizou 160 jogos até 2003, conquistando mais um título, novamente na segunda divisão, em 2000-01.
Bucci disputou a temporada 2003-04 com o Empoli, mas, com a queda para Série B, seria dispensado. Permaneceu o restante de 2004 parado, voltando ao Parma em janeiro de 2005, substituindo o também experiente Gianluca Berti, negociado com o Torino. Era o reserva imediato da equipe, tendo jogado 81 partidas até 2008, quando encerrou o contrato. Embora atuasse no gol, Bucci não usava o 1 em sua camisa, preferindo utilizar o 5.
Sem clube desde então, assinou com o Napoli, que precisava de um goleiro para suprir a ausência dos demais, que sofriam com lesões. A única partida com a camisa dos Partenopei foi em abril, contra o Cagliari, sendo o quinto atleta da posição a representar o Napoli em partidas na temporada 2008-09 (os outros foram Gennaro Iezzo, Nicolás Navarro, Matteo Gianello e Luigi Sepe). Foi também a última partida de Bucci na carreira, encerrada aos 40 anos.
Em 2011, voltaria novamente ao Parma, desta vez para exercer a função de treinador de goleiros nas categorias de base do clube.

## Seleção Italiana
Com a Seleção Italiana de Futebol, Bucci realizou apenas 3 jogos, entre 1994 e 1995. Integrou o elenco que ficou em segundo lugar na Copa de 1994, e que amargou uma eliminação na fase de grupos da Eurocopa de 1996, Nos dois torneios, o goleiro não atuou em nenhuma partida.

## Títulos

### Internacional
Seleção Italiana
- Copa do Mundo de 1994: (Vice)